# Tomasz Jasiński (hokeista)
Tomasz Jasiński (ur. 29 grudnia 1916 w Bielsku, zm. 23 marca 1998 we Wrocławiu) – polski hokeista, olimpijczyk.
Z wykształcenia inżynier i lek. weterynarii. Zawodnik lwowskich klubów Czarnych i Spartaka. Zdobywca tytułu mistrza Polski w 1935. Po wojnie reprezentował barwy Wisły Kraków, Stali Katowice, KTH Krynica i Baildonu Katowice.
W reprezentacji Polski wystąpił 16 razy zdobywając 4 bramki. Był w składzie drużyny narodowej na Igrzyskach Olimpijskich w St. Moritz w 1948.
Został pochowany na Cmentarzu Grabiszyńskim we Wrocławiu.

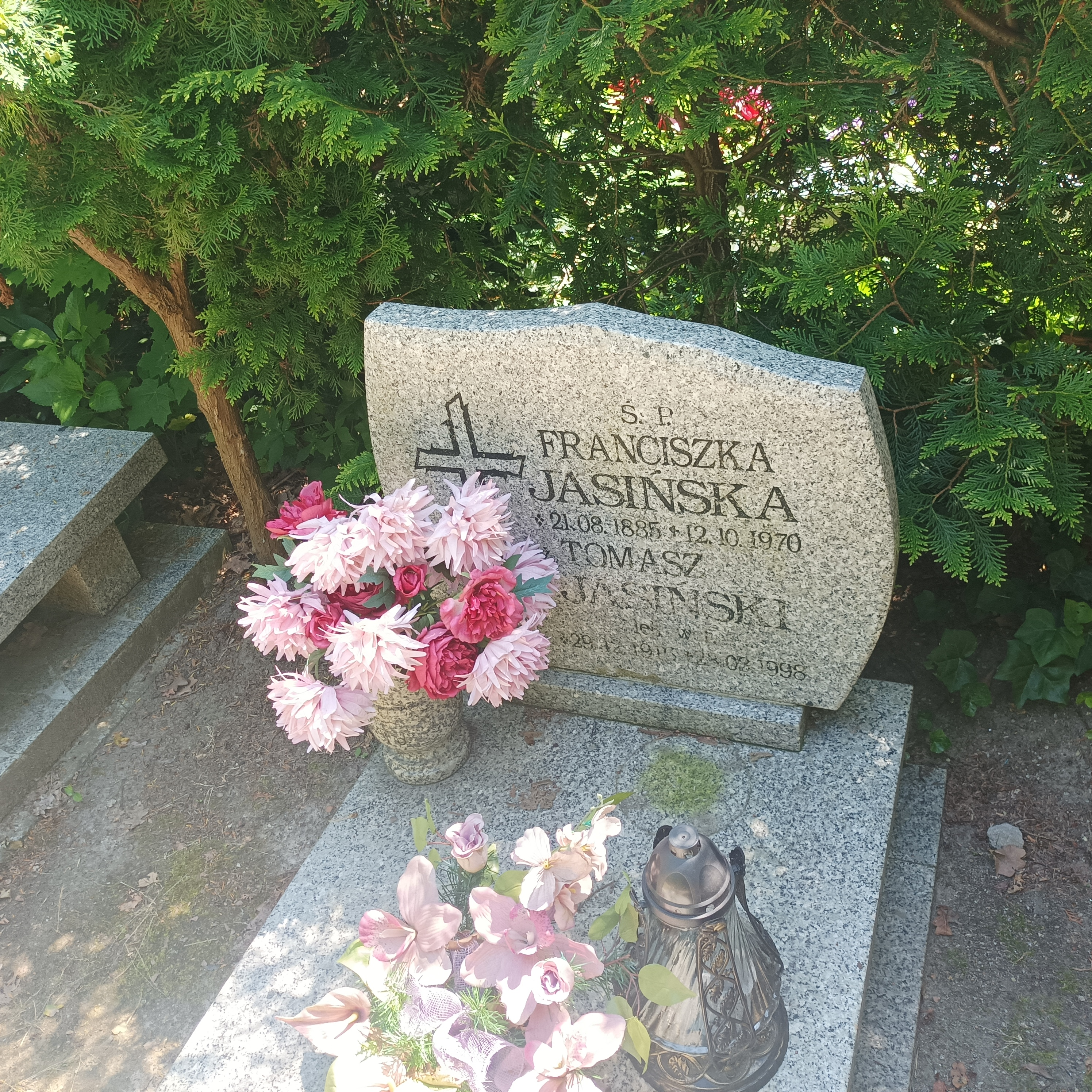
Grób Tomasza Jasińskiego na Cmentarzu Grabiszyńskim